# 大楽毛駅
大楽毛駅（おたのしけえき）は、北海道釧路市大楽毛5丁目にある北海道旅客鉄道（JR北海道）根室本線の駅である。電報略号はシケ。事務管理コードは▲110435。駅番号はK50。

## 歴史
| 1977年の大楽毛駅と周囲約750m範囲。右が根室方面。国土交通省 国土地理院 地図・空中写真閲覧サービスの空中写真を基に作成 |  | 駅の東側に設けられた、本州製紙（当時）釧路工場（上）への貨物仕分線。周囲750m範囲。国土交通省 国土地理院 地図・空中写真閲覧サービスの空中写真を基に作成 |
| 1977年の大楽毛駅と周囲約750m範囲。右が根室方面。国土交通省 国土地理院 地図・空中写真閲覧サービスの空中写真を基に作成 |  | 駅の東側に設けられた、本州製紙（当時）釧路工場（上）への貨物仕分線。周囲750m範囲。国土交通省 国土地理院 地図・空中写真閲覧サービスの空中写真を基に作成 |

戦後直後まで軍馬（釧路種）の一大集散地として発展した。戦後は本州製紙（現：王子製紙）釧路工場が近隣へ開設され、原料となる木材チップや製品の取扱を開始し道内有数の貨物取扱駅となった。しかし昭和50年代頃より木材チップの工場搬入が順次トラック輸送に切り替わり、貨物取扱は廃止され、専用線も撤去された。
- 1901年（明治34年）7月20日：北海道官設鉄道の駅として開業[1][3]。一般駅[4]。
- 1903年（明治36年）頃：舌辛（現・釧路市阿寒町）市街地より当駅まで、釧路炭礦及び澤口炭礦により馬車鉄道が敷設[5][注釈 1]。
- 1905年（明治38年）4月1日：官設鉄道に移管[4]。
- 19xx年（大正8年以降）：現・阿寒町飽別に、富士製紙から分離独立した富士電気株式会社（後に北海道電灯を経て大日本電力）が大正8年に新富士の製紙工場向けに飽別発電所（第1発電所）を建設。当駅-舌辛間の馬車鉄道が発電所（北緯43度17分26.95秒 東経144度5分33.71秒 / 北緯43.2908194度 東経144.0926972度）まで延伸[注釈 2]。
- 19xx年：当駅-舌辛-飽別の馬車鉄道廃止[6][注釈 3]。
- 1954年（昭和29年）8月16日：弟子屈町から釧路市に向かう昭和天皇、香淳皇后のお召し列車が到着[7]。
- 1959年（昭和34年）9月15日：本州製紙（後の王子製紙）釧路工場操業開始。専用線運用開始[注釈 4][注釈 5]。
- 1978年（昭和53年）11月25日：人道渡線橋が完成[1]。
- 1979年（昭和54年）7月15日：専用線発着を除く車扱貨物の取扱を廃止[4]。
- 1984年（昭和59年）
  - 2月1日：車扱貨物・荷物の取扱を全廃[4]。王子製紙釧路工場専用線廃止。
  - 12月1日：（乗車券の販売を除き）業務委託駅となる[8]。
- 1986年（昭和61年）11月1日：駅員無配置駅となり[9]、簡易委託化。
- 1987年（昭和62年）4月1日：国鉄分割民営化により、北海道旅客鉄道（JR北海道）の駅となる[4]。
- 1989年（平成元年）10月2日：現在の駅舎に改築[1][10]。釧路市役所大楽毛支所との合築[1]。
- 1996年（平成8年）度：石勝線・根室線高速化工事に伴い同年度に構内改良[11]。
- 2001年（平成13年）：簡易委託終了、無人化。

### 駅名の由来
所在地名より。アイヌ語の「オタノㇱキ（ota-noski）」（砂浜・の中央）に字を当てたものとされる。

## 駅構造
1面2線の島式ホームを持つ地上駅。1番のりばが本線であるため、上下列車とも基本的に1番のりばを使用している。両ホームは跨線橋で連絡している。元々は駅舎に直面する1番のりばが存在したが、合理化により廃止され島式ホームの2番のりば・3番のりばをそれぞれ1番のりば・2番のりばとした。
駅舎は構内の北側にあり、1989年（平成元年）に日本初の市支所との合築で建てられたものが用いられており、外観はかつての馬検査所を模している。
現在は釧路駅管理の無人駅となっている。駅舎内には閉鎖された窓口がある。かつて自動券売機（稼働時間5時30分 - 0時00分）が設置されていたが、2021年（令和3年）3月31日で販売を終了、4月1日から使用停止となり、4月中旬に撤去された。朝と夕方に釧路方面から当駅始終着の列車が1日2本存在するが、土曜・休日ダイヤは運休となる。
なお、当駅には「そば処 霧亭」（本店は釧路駅）の分店があったこともある。

### のりば
| 番線 | 路線      | 方向 | 行先           |
| ---- | --------- | ---- | -------------- |
| 1・2 | ■根室本線 | 上り | 帯広・新得方面 |
| 1・2 | ■根室本線 | 下り | 釧路方面       |

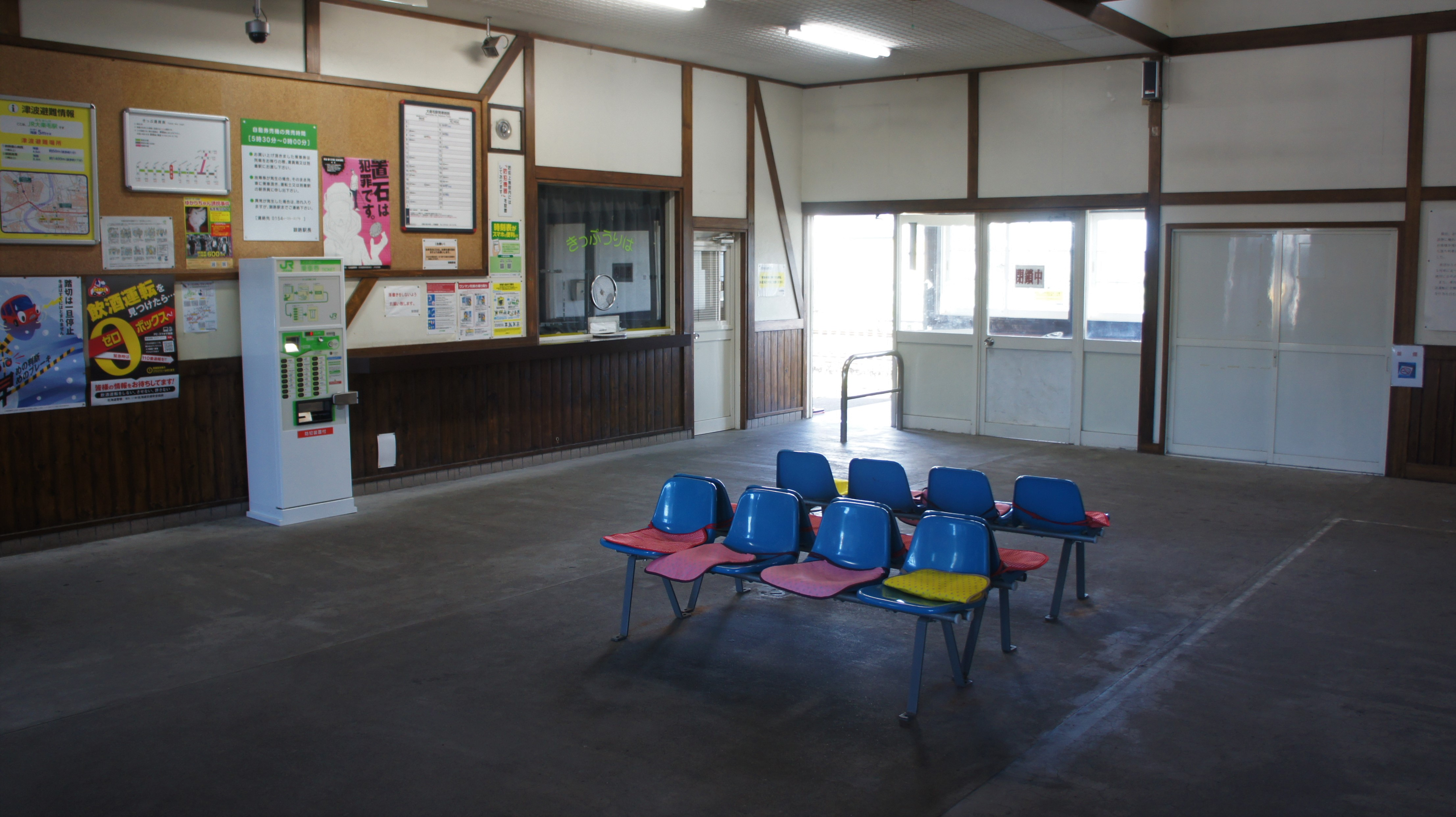
待合室（2018年9月）
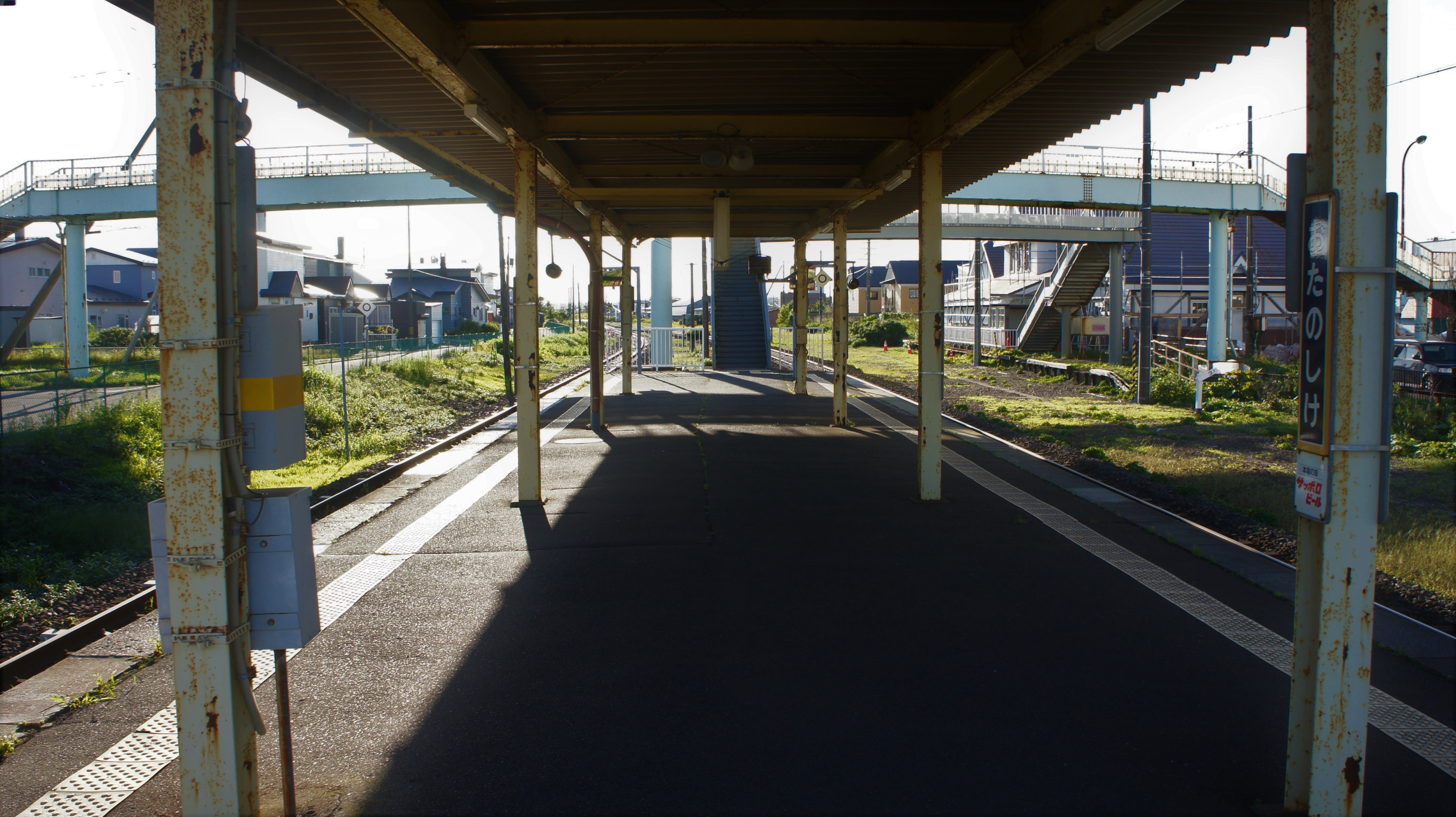
ホーム（2018年9月）
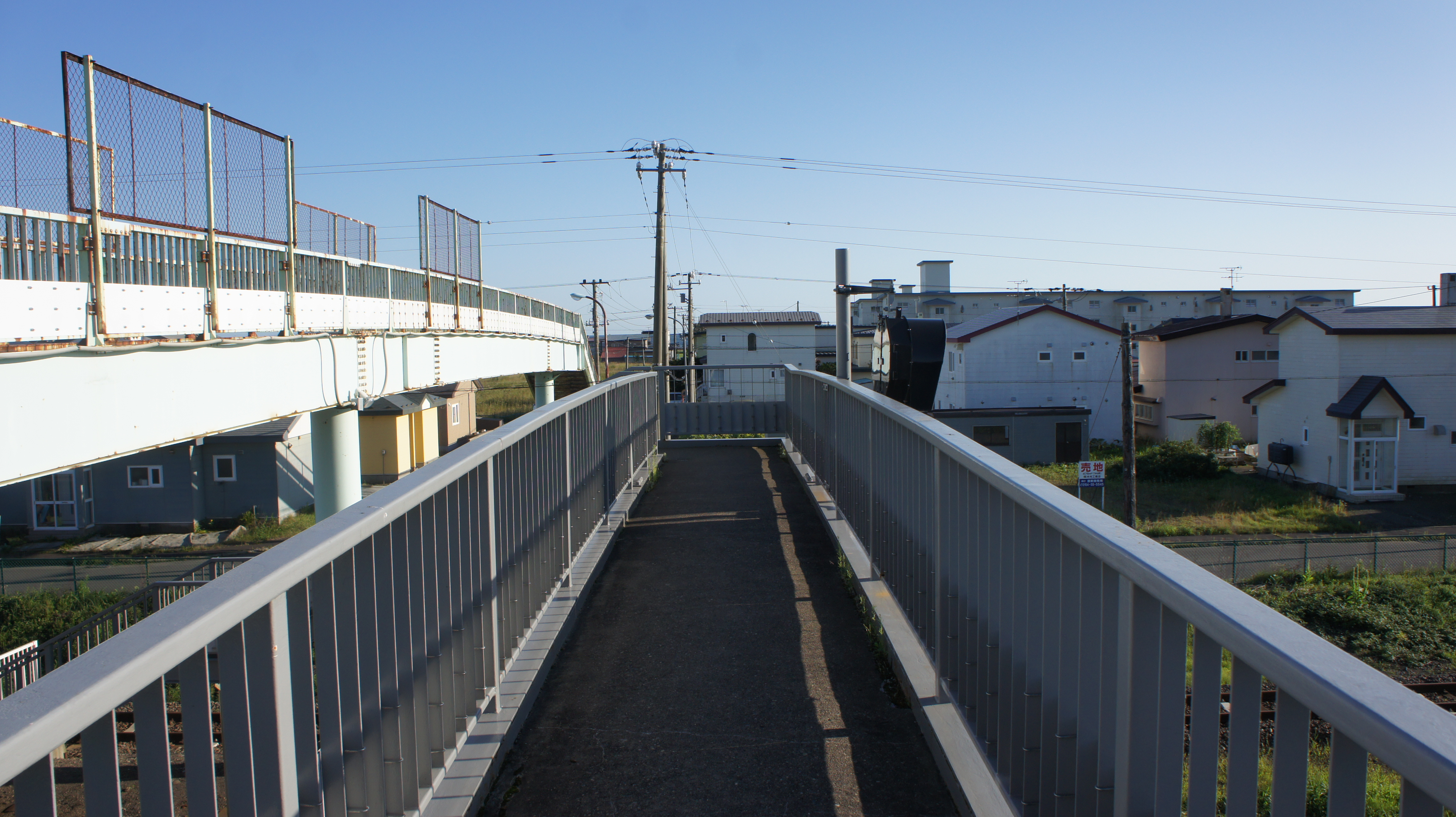
跨線橋（2018年9月）

## 利用状況
1日の平均乗降人員は以下の通りである。
| 乗降人員推移 | 乗降人員推移 |
| 年度         | 1日平均人数  |
| ------------ | ------------ |
| 2011         | 174          |
| 2012         | 178          |
| 2013         | 156          |
| 2014         | 150          |

## 駅周辺
釧路市の郊外住宅地として住宅が増えており、釧路市中心部への通勤・通学客が多く利用するほか、高専への通学客も多い。
- 国道38号・国道240号
- 釧路市役所大楽毛支所（合築）[10]
- 釧路警察署大楽毛交番
- 大楽毛郵便局
- 釧路工業高等専門学校
- 釧路家畜市場
- よつ葉乳業根釧工場
- 独立行政法人高齢・障害・求職者雇用支援機構北海道支部北海道職業能力開発促進センター釧路訓練センター
- 日商岩井鉄鋼リース釧路工場
- 日東バイオン釧路工場
- 王子マテリア釧路工場
- 阿寒川
- 阿寒バス、くしろバス、北海道バス「大楽毛駅前」停留所[15]

## 隣の駅
北海道旅客鉄道（JR北海道）
■根室本線
庶路駅 (K49) - （東庶路信号場） - 大楽毛駅 (K50) - 新大楽毛駅 (K51)

## バス路線

### 高速バス
・釧路特急ニュースター号[北海道バス]
・スターライト釧路号[3社共同運行]
・サンライズ号(道北バス本社/旭川駅前~阿寒湖温泉~釧路駅前)[阿寒バス 道北バス

#### 路線バス
イオン昭和店、山花温泉リフレ、高専、釧路駅前、阿寒診療所、市立病院(釧路市) 、白糠高校 、阿寒湖温泉、新野団地、東高校、まりも団地　へ路線が伸びている。 [阿寒バス][くしろバス]

#### その他バス
・空港連絡バス フィッシャーマンズワーフMOO、釧路空港 [阿寒バス]